# 斯塔凡·克龙瓦尔
斯塔凡·克龙瓦尔（瑞典語：Staffan Kronwall，1982年9月10日—），瑞典男子冰球运动员，场上位置是后卫。他曾代表瑞典国家队参加2018年冬季奥林匹克运动会冰球比赛，获得第5名。